# Shel Silverstein
Sheldon Allan Silverstein (Chicago, Illinois; 25 de septiembre de 1930-Cayo Hueso, Florida; 10 de mayo de 1999), más conocido como Shel Silverstein, fue un poeta, cantautor, músico, compositor, dibujante, guionista y autor estadounidense. Utilizó el pseudónimo tío Shelby (uncle Shelby) en algunas de sus obras. Traducido a 47 idiomas, sus libros han vendido más de 20 millones de copias.

## Biografía
Silverstein nació en el seno de una familia judía de Chicago el 25 de septiembre de 1930, de padres de clase trabajadora, Nathan y Helen Silverstein. Creció en el barrio de Logan Square de Chicago, donde asistió al instituto Theodore Roosevelt High School. Después asistió a la Universidad de Illinois durante un semestre y se matriculó en la Academia de Bellas Artes de Chicago durante un semestre. Finalmente, terminó en la Universidad Roosevelt para estudiar inglés. Por desgracia, se vería obligado a abandonar la universidad sin un título, una vez más. Esta vez, por ser reclutado por el ejército estadounidense; sirvió en Japón y Corea.
Tuvo dos hijos. Su primer hijo fue su hija Shoshanna (Shanna), nacida el 30 de junio de 1970, con Susan Hastings. Susan Hastings murió cinco años más tarde, el 29 de junio de 1975, en Baltimore, Maryland. Los tíos de Shoshanna, Meg y Curtis Marshall, la criaron desde los cinco años hasta su muerte de un aneurisma cerebral en Baltimore el 24 de abril de 1982, a la edad de 11 años. Ella asistía a la Bryn Mawr School en Baltimore en el momento de su muerte. Silverstein dedicó su reimpresión de 1983 ¿Quién quiere un rinoceronte barato? (Who Wants a Cheap Rhinoceros?) a los Marshall. Una luz en el ático se dedicó a Shanna, y Silverstein dibujó una señal con una flor adjunta. Shoshanna significa lirio o rosa en hebreo. El otro niño de Silverstein fue su hijo Matthew, nacido en 1983. Silverstein le dedicó Falling Up de 1996 a Matt.
Silverstein falleció de un ataque al corazón el 10 de mayo de 1999 en su hogar en Cayo Hueso (Florida). Fue enterrado en el cementerio Westlawn de Norridge, Illinois.

## Trayectoria

### Dibujante
Silverstein empezó a dibujar a los siete años calcando las obras de Al Capp. Según declaró a Publishers Weekly, soñaba con convertirse en jugador profesional de su equipo favorito, los Medias Blancas de Chicago. Pasó la mayor parte de su juventud tratando de evitar las tareas domésticas y, en cambio, concentró sus esfuerzos en el dibujo y el béisbol. No pasó mucho tiempo antes de que se diera cuenta de que no era un gran atleta y que tendría que conformarse con ser un seguidor devoto en lugar de un jugador de béisbol.Sin verdaderos modelos a seguir ni profesores con quienes estudiar arte, tuvo la libertad de desarrollar su propio estilo.
Publicó por primera vez en el Roosevelt Torch, un periódico estudiantil de la Universidad Roosevelt, donde estudió inglés tras abandonar el Instituto de Arte. Durante su paso por el ejército, sus viñetas se publicaron en Pacific Stars and Stripes, donde originalmente se le había asignado la maquetación y el pegado. Su primer libro, Take Ten, una recopilación de su serie de viñetas militares, fue publicado por Pacific Stars and Stripes en 1955. Más tarde dijo que su estancia en la universidad había sido una pérdida de tiempo y que lo habría aprovechado mejor viajando por el mundo y conociendo gente.
Tras regresar a Chicago, Silverstein empezó a enviar caricaturas a revistas y a vender perritos calientes en los estadios de Chicago. Sus viñetas empezaron a aparecer en Look, Sports Illustrated y This Week.
En 1956, los lectores estadounidenses de libros de bolsillo conocieron a Silverstein cuando Ballantine Books reeditó Take Ten con el título Grab Your Socks.
En 1957, Silverstein se convirtió en uno de los principales dibujantes de Playboy, que le envió a recorrer el mundo para crear un diario de viajes ilustrado con reportajes de lugares remotos. Durante las décadas de 1950 y 1960, produjo 23 entregas tituladas «Shel Silverstein visita...» como reportaje para Playboy. Utilizando un formato de cuaderno de bocetos con leyendas escritas a máquina, documentó sus propias experiencias en lugares como una comunidad naturista de Nueva Jersey, el campo de entrenamiento de los Medias Blancas de Chicago, Haight-Ashbury de San Francisco, Fire Island, México, Londres, París, España y África. En un pueblo suizo, se dibujó a sí mismo quejándose: «Les daré 15 minutos más, y si nadie aúlla, me vuelvo al hotel». Estos ensayos ilustrados sobre viajes fueron recopilados por la editorial Fireside en Playboy's Silverstein Around the World, publicado en 2007 con prólogo de Hugh Hefner e introducción del periodista musical Mitch Myers.
En una línea similar están sus ilustraciones para Report from Practically Nowhere (1959), de John Sack, una colección de viñetas humorísticas de viajes aparecidas anteriormente en Playboy y otras revistas.

#### Now Here's My Plan...
Una viñeta que hizo durante la década de 1950 apareció en la portada de su siguiente colección de viñetas, titulada Now Here's My Plan: A Book of Futilities, publicada por Simon & Schuster en 1960. Lisa Rogak, biógrafa de Silverstein, escribió:
La viñeta de la portada que da título al libro se convertiría en una de sus viñetas más famosas y citadas. En ella, dos presos están encadenados a la pared de una celda. Tienen las manos y los pies encadenados. Uno le dice al otro: «Este es mi plan». Silverstein se sintió fascinado y angustiado a la vez por la cantidad de análisis y comentarios que casi inmediatamente empezaron a arremolinarse en torno a la viñeta. «Mucha gente dijo que era una viñeta muy pesimista, y yo no creo que lo sea en absoluto», afirma. «Hay mucha esperanza incluso en una situación desesperada. Lo analizan y lo cuestionan. Hice esta viñeta porque se me ocurrió una situación divertida sobre dos tipos».
Los dibujos animados de Silverstein aparecieron en números de Playboy desde 1957 hasta mediados de la década de 1970, y uno de sus reportajes para Playboy se amplió en Uncle Shelby's ABZ Book (Simon & Schuster, 1961), su primer libro de material nuevo y original para adultos.

### Músico
Silverstein estuvo vinculado al movimiento outlaw country. Su producción musical incluyó un amplio catálogo de canciones; varias de ellas fueron éxitos para otros artistas, como el grupo de rock Dr. Hook & the Medicine Show. Escribió el sencillo en solitario más vendido de Tompall Glaser, Put Another Log on the Fire, One's on the Way y Hey Loretta (ambos éxitos para Loretta Lynn, en 1971 y 1973 respectivamente), y 25 Minutes to Go, cantada por Johnny Cash, sobre un hombre condenado a muerte con cada línea de la cuenta atrás un minuto más cerca. Lynn grabó cinco canciones escritas por Silverstein. El productor de Lynn, Owen Bradley, dijo en una ocasión que el estilo de composición de Silverstein era el más parecido al de la propia Lynn. Silverstein también escribió el mayor éxito de Cash, A Boy Named Sue, así como The Unicorn, grabada por primera vez por Silverstein en 1962 pero más conocida en su versión de The Irish Rovers. Otras canciones coescritas por Silverstein son The Taker, escrita con Kris Kristofferson y grabada por Waylon Jennings, y una continuación de A Boy Named Sue titulada Father of a Boy Named Sue, que es menos conocida, pero que interpretó en televisión en The Johnny Cash Show. También escribió una canción menos conocida titulada Fuck 'em.
Escribió muchas de las canciones interpretadas por Bobby Bare, como Rosalie's Good Eats Café, The Mermaid, The Winner, Daddy What If, Warm and Free y Tequila Sheila. Coescribió con Baxter Taylor Marie Laveau. El tercer álbum de Tompall Glaser contenía ocho canciones de Silverstein y tres de Silverstein y otros.
The Ballad of Lucy Jordan de Silverstein, grabada por primera vez por Dr. Hook en 1975, fue regrabada por Lee Hazlewood (1976), Marianne Faithfull (1979), Belinda Carlisle (1996) y Bobby Bare (2005), y más tarde apareció en las películas Montenegro y Thelma & Louise. Queen of the Silver Dollar fue grabada por primera vez por Dr. Hook en su álbum Sloppy Seconds de 1972, y más tarde por Doyle Holly (en su álbum Doyle Holly de 1973), Emmylou Harris (en su álbum Pieces of the Sky de 1975) y Dave & Sugar (en su álbum Dave & Sugar de 1976).
En 2010, Bobby Bare y su hijo Bobby Bare Jr produjeron un CD toitulado Twistable, Turnable Man: A Musical Tribute to the Songs of Shel Silverstein que fue lanzado por Sugar Hill Records. Otros artistas que han granado canciones de Silverstein son los Brothers Four, Andrew Bird, My Morning Jacket y Bobby Bare Jr.

### Teatro
En enero de 1959, Look, Charlie: A Short History of the Pratfall fue una caótica comedia off-Broadway representada por Silverstein, Jean Shepherd y Herb Gardner en el Orpheum Theatre de Nueva York, en la Segunda Avenida del Lower East Side. Silverstein escribió más de cien obras de un solo acto. The Lady or the Tiger Show (1981) y Remember Crazy Zelda? (1984) se produjeron en Nueva York. The Devil and Billy Markham (El diablo y Billy Markham), publicada en Playboy en 1979, se adaptó posteriormente a una obra de un solo acto que se estrenó en un programa doble con Bobby Gould in Hell (Bobby Gould en el infierno, 1989), de Mamet, con Dennis Locorriere, vocalista de Dr. Hook, como narrador. En 1990, la versión modernizada de Hamlet en un acto de Silverstein fue protagonizada por Melvin Van Peebles en todos los papeles. Karen Kohlhaas dirigió An Adult Evening of Shel Silverstein, producida por la Atlantic Theater Company de Nueva York en septiembre de 2001 con una variedad de sketches cortos:
- Una zapatilla de tenis- Harvey afirma que su mujer se está convirtiendo en una mujer de bolso.
- Parada de autobús- Irwin se para en una esquina con un cartel de «parada de autobús».
- Going Once- Una mujer se subasta a sí misma.
- El mejor papá- El papá de Lisa dispara al poni que le regalaron por su cumpleaños.
- El bote salvavidas se hunde- Jen y Sherwin juegan a quién salvarías si la familia se estuviera ahogando.
- Sonríe- Bender planea castigar al responsable de la frase «Que tengas un buen día».
- Vigilar y secar- Marianne descubre que su colada no ha sido lavada.
- Pensando un nuevo nombre para el número- Pete piensa que «carne y patatas» es el nombre perfecto para un número de vodevil.
- Compre uno y llévese otro gratis- Las prostitutas ofrecen una oportunidad de oro.
- Blind Willie and the Talking Dog- El perro parlante de Blind Willie argumenta que podrían sacar provecho de su talento.

Una producción de An Adult Evening of Shel Silverstein fue realizada por un grupo de teatro de la Universidad de Hofstra llamado The Spectrum Players, fundado por Francis Ford Coppola en 1959. La producción tenía una estética de «marineros victorianos de permiso en tierra viendo una obra» y utilizaba el tiempo de trapo en directo y un personaje de maestro de ceremonias que no aparecía en el guion para la transición entre las piezas. La producción fue dirigida por Richard Traub, de Chicago, y protagonizada por varios de los jóvenes actores más prometedores de Hofstra: Nick Pacifico, Amanda Mac, Mike Quattrone, Ross Greenberg, Chelsea Lando, Allie Rightmeyer y Paolo Perez como maestro de ceremonias.
En diciembre de 2001, Shel's Shorts se representó en el Market Theater de Cambridge, Massachusetts, en dos funciones independientes tituladas Signs of Trouble y Shel Shocked. Signs of Trouble fue dirigida por Wesley Savick y Shel Shocked por Larry Coen.
El 29 de noviembre de 2022 se estrenó una reposición de la obra de Shel Silverstein Lafcadio: El león que devolvió los disparos en la Sala Gishen del Centro Cultural Niavaran de Teherán (Irán). La representación fue reseñada en el Tehran Times el 15 de diciembre de 2022. La crítica decía: «Pero, ¿es un león famoso, exitoso y admirado un león feliz? ¿O acaso es un león? Contada y dibujada con ingenio y gusto. La fábula moderna de Shel Silverstein no sólo habla a los niños, sino a todos nosotros».

### Televisión y cine
Silverstein coescribió el guion de Things Change con David Mamet. También escribió varias historias para el telefilme Free to Be... You and Me. Escribió y narró un corto animado de The Giving Tree, producido por primera vez en 1973; en 2015, el director Brian Brose estrenó un remake basado en el guion original de Silverstein, pero sin su narración. Otros créditos suyos son los cortometrajes De boom die gaf (basado en su novela) y Lafcadio: El león que devolvió los disparos.
Sus canciones se han utilizado en muchos programas de televisión y películas, como Casi famosos (The Cover of Rolling Stone), Thelma & Louise (The Ballad of Lucy Jordan), Postcards from the Edge (I'm Checkin' Out) y La hija del minero del carbón (One's on the Way), así como en la película de Dustin Hoffman ¿Quién es Harry Kellerman y por qué dice esas cosas terribles sobre mí? (Bunky and Lucille, Last Morning).

## Premios y nominaciones
Premios Óscar
| Año  | Categoría                         | Película               | Canción            | Resultado |
| ---- | --------------------------------- | ---------------------- | ------------------ | --------- |
| 1991 | Óscar a la mejor canción original | Postales desde el filo | «I'm Checkin' Out» | Nominado  |

A Boy Named Sue de Silverstein ganó un Grammy 1970. Fue nominado para un Oscar y un Globo de Oro por su canción I'm Checkin' Out en la película Postales desde el filo (Postcards from the Edge). Junto con su viejo amigo y productor Ron Haffkine, Silverstein publicó Where the Sidewalk Ends en casete en 1983, y como disco fonográfico LP en 1984, ganando el Premio Grammy 1984 a la mejor grabación para niños.
Silverstein ingresó a título póstumo en el Nashville Songwriters Hall of Fame en 2002 y en el Salón de la Fama Literaria de Chicago en 2014.

## Obra

### Libros
- Take Ten (Pacific Stars and Stripes, 1955)
- Grab Your Socks! (Ballantine Books, 1956)
- Now Here's My Plan (Simon & Schuster, 2023) (primera colección de revistas americanas de dibujos animados)
- Uncle Shelby's ABZ Book (Simon & Schuster, 1961) (primer libro de material original para adultos)
- Playboy's Teevee Jeebies (Playboy Press, 1963)
- Uncle Shelby's Story of Lafcadio: The Lion Who Shot Back (Harper & Row, 1963) (primer libro para niños)
- A Giraffe and a Half (HarperCollins, 1964)
- The Giving Tree (HarperCollins, 1964)
- Who Wants a Cheap Rhinoceros? (Macmillan, 1964)
- Uncle Shelby's Zoo: Don't Bump the Glump! and Other Fantasies (Simon and Schuster, 1964)
- More Playboy's Teevee Jeebies (Playboy Press, 1965)
- Where the Sidewalk Ends (HarperCollins, 1974) (primera colección de poemas)
- The Missing Piece (HarperCollins, 1976)
- Different Dances (HarperCollins, 1979)
- A Light in the Attic (HarperCollins, 1981)
- The Missing Piece Meets the Big O (HarperCollins, 1981)
- Falling Up (HarperCollins, 1996)
- Draw a Skinny Elephant (HarperCollins, 1998)
- Runny Babbit (HarperCollins, 2005) (Publicado póstumamente)

- Don't Bump the Glump! and Other Fantasies (HarperCollins, 2008 reedición)
- Every Thing on It (HarperCollins, 2011) (publicado póstumamente)
- Runny Babbit Returns (HarperCollins, 2017) (publicado póstumamente)

Silverstein creía que las obras escritas debían leerse en papel, con un papel específico para cada obra. No solía permitir que se publicaran sus poemas y relatos a menos que pudiera elegir el tipo, el tamaño, la forma, el color y la calidad del papel. Como coleccionista de libros, se tomaba muy en serio el tacto del papel, el aspecto del libro, los tipos de letra y la encuadernación. La mayoría de sus libros no se publicaron en edición de bolsillo porque no quería que su obra se viera mermada en modo alguno. El patrimonio de Silverstein sigue controlando los derechos de autor sobre su obra y ha bloqueado las citas de la misma en al menos un tratamiento biográfico.

### Álbumes
- Hairy Jazz (Elektra Records) (1959)
- Inside Folk Songs (Atlantic Records) (1962)
- Shel Silverstein's Stag Party (Crestview Records) (1963)
- I'm So Good That I Don't Have to Brag (Cadet Records) (1965)
- Drain My Brain (Cadet Records) (1967)
- Boy Named Sue and Other Country Songs (RCA Records) (1969)
- Ned Kelly (United Artists) (1970) banda sonora de películas
- Who Is Harry Kellerman and Why Is He Saying Those Terrible Things About Me? (Columbia/CBS Records) (1971) banda sonora de películas
- Freakin' at the Freakers Ball (Columbia/CBS Records) (1972)
- Crouchin' on the Outside (Janus Records), recopilación de I'm So Good... y Drain My Brain (1973)
- Songs and Stories (Parachute Records) (1978)
- The Great Conch Train Robbery (Flying Fish Records) (1980)
- Where the Sidewalk Ends (Columbia/CBS Records) (1984)
- A Light In the Attic (Columbia/CBS Records) (1985)
- Underwater Land (con Pat Dailey) (Olympia Records) (2002, publicado póstumamente)
- The Best of Shel Silverstein: His Words His Songs His Friends (Legacy/Columbia/Sony BMG Music Entertainment) (2005, publicado a título póstumo)